# 영월군수
영월군수는 강원특별자치도 영월군의 군수이다.

## 같이 보기
- 영월군수 선거